# Юлий Грецин
Юлий Грецин (на латински: Julius Graecinus; † 40/41 г.) е сенатор, политик и писател на Римската империя през I век.

## Биография
Син е на римски гувернатор. Живее в колонията Форум Юлии в Нарбонска Галия (дн. Фрежус, Южна Франция). Женен е за Юлия Процила, която на 13 юни 40 г. ражда сина им Гней Юлий Агрикола (пълководец, суфектконсул 77 г.), който се жени за Домиция Децидиана и става баща на Юлия Агрикола, съпругата на историка Тацит.
Грецин е претор. Пише книги на латински за виното. Той изпада в немилост при император Калигула. През 39 г. отказва да даде на съд Марк Юний Силан Торкват и скоро след раждането на сина му през 40 или 41 г. е екзекутиран от Калигула.